# Nowe Gizewo
Nowe Gizewo (deutsch Gisöwen, vor 1871 Neu Gisöwen) ist ein Dorf in der polnischen Woiwodschaft Ermland-Masuren. Es gehört zur Gmina Szczytno (Landgemeinde Ortelsburg) im Powiat Szczycieński (Kreis Ortelsburg).

## Geographische Lage
Nowe Gizewo liegt in der südlichen Mitte der Woiwodschaft Ermland-Masuren, drei Kilometer südlich der Kreisstadt Szczytno (deutsch Ortelsburg).

## Geschichte
Der vor 1820 Gisewen, vor 1871 Neu Gisöwen, nach 1871 Klein Gisöwen und nach 1898 Gisöwen (ohne Zusatzbezeichnung) genannte Ort wurde am 11. Dezember 1765 an Friedrich Herbig verschrieben. Am 11. Oktober 1826 fand das Unterförsteretablissement Neu Gisöwen innerhalb des Forstbezirks Corpellen (1928 bis 1945 Korpellen, polnisch Korpele) Erwähnung, und am 19. Januar 1835 wurde ein Erbpachtvertrag für Unterförster Herbig genannt.
Am 30. September 1928 kam die Försterei Gisöwen zur Landgemeinde Schodmack (1938 bis 1945 Wiesendorf, polnisch Siódmack) im ostpreußischen Kreis Ortelsburg.
1945 wurde Gisöwen in Kriegsfolge mit dem gesamten südlichen Ostpreußen an Polen überstellt und erhielt die polnische Namensform „Nowe Gizewo“. Heute ist das Dorf Sitz eines Schulzenamtes (polnisch Sołectwo) im Verbund der Landgemeinde Szczytno (Ortelsburg) im Powiat Szczycieński (Kreis Ortelsburg), bis 1998 der Woiwodschaft Olsztyn, seither der Woiwodschaft Ermland-Masuren zugehörig. Im Jahre 2011 zählte Nowe Gizewo 731 Einwohner.

## Kirche
Gisöwen war bis 1945 in die evangelische Kirche Ortelsburg in der Kirchenprovinz Ostpreußen der Kirche der Altpreußischen Union sowie in die römisch-katholische Kirche Ortelsburg im Bistum Ermland eingepfarrt. Heute gehört Nowe Gizewo weiterhin zur Kreisstadt: zur katholischen Pfarrkirche Szczytno, jetzt im Erzbistum Ermland gelegen, und zur evangelischen Kirche Szczytno in der Diözese Masuren der Evangelisch-Augsburgischen Kirche in Polen.

## Verkehr
Durch Nowe Gizewo verlaufen zwei Ausfallstraßen der Stadt Szczytno in die Südostecke der Gmina Szczytno bzw. in den Nordosten der Gmina Wielbark (Willenberg). Über den nahegelegenen Bahnhof in Szczytno sind die Bahnstrecken Olsztyn–Ełk und Chorzele–Szczytno zu erreichen.